# Veleposlanik
Veleposlanik (ili ambasador, stariji izraz je poklisar) je šef diplomatske misije najvišeg razreda po Bečkoj konvenciji o diplomatskim odnosima. 
Veleposlanik je najviši predstavnik države šiljateljice u državi primateljici, pa je u tom svojstvu nadređen svim službenim predstavnicima u toj zemlji (konzularnim, kulturnim i drugim). Veleposlanik predstavlja poglavara svoje zemlje i zastupa svoju državu pred vlastima države primateljice. On nužno i govori u ime svoje vlade. Budući da prima i prenosi priopćenja svoje vlade i jer predstavlja službeni izvor informacija, on je stalni i sigurni posrednik u odnosima dviju država.
Rang veleposlanika imaju i visoki povjerenici (prije i komesari) (High Commissioner) koje međusobno razmjenjuju zemlje Commonwealtha, te najviši predstavnici Svete Stolice. 
Danas je uobičajno da svi veleposlanici imaju naslov ekscelencija i naziv "izvanredni i opunomoćeni veleposlanik". Zvanje veleposlanika je i najviše zvanje u diplomatskoj karijeri.